# Župčany
Župčany (in ungherese Zsebefalva) è un comune della Slovacchia facente parte del distretto di Prešov, nella regione omonima.